# Tetraonyx cincta
Tetraonyx cincta là một loài bọ cánh cứng trong họ Meloidae. Loài này được Curtis miêu tả khoa học năm 1844.